# ماركوس بيهل
ماركوس بيهل (بالسويدية: Marcus Piehl)‏ (مواليد 23 أغسطس 1985) هو سبّاح سويدي، مثّل بلاده في الألعاب الأولمبية الصيفية 2008.

## روابط خارجية
ماركوس بيهل على موقع SwimRankings.net (الإنجليزية)
- ماركوس بيهل على موقع اللجنة الأولمبية السويدية (السويدية)